# La Chapelle-de-Guinchay
La Chapelle-de-Guinchay este o comună în departamentul Saône-et-Loire, Franța. În 2009 avea o populație de 3.662 de locuitori.

## Evoluția populației
| An        | 1975  | 1982  | 1990  | 1999  | 2006  | 2009  |
| --------- | ----- | ----- | ----- | ----- | ----- | ----- |
| Populație | 2.135 | 2.213 | 2.233 | 2.595 | 3.336 | 3.662 |